# Camille Chabaneau
Camille Chabaneau (* 4. März 1831 in Nontron; † 21. Juli 1908 ebenda) war ein französischer Romanist und Provenzalist.

## Leben und Werk
Chabaneau war Postbeamter und autodidaktischer Privatgelehrter in Angoulême, als er 37-jährig  mit der Schrift Histoire et théorie de la conjugaison française (Paris 1868)  an die Öffentlichkeit trat und in Gelehrtenkreisen für Aufsehen sorgte. 10 Jahre später richtete man ihm an der Universität Montpellier einen Lehrstuhl für Romanische Philologie ein, den er 25 Jahre lang besetzte. In der Zeitschrift Revue des langues romanes gab er zahlreiche altprovenzalische Texte heraus. Die Académie der inscriptions et belles-lettres wählte ihn 1886 zum korrespondierenden Mitglied. Die (zu seiner Zeit in der Altprovenzalistik führende) deutsche Romanistik ehrte ihn kurz vor seinem Tod mit einer monumentalen Festschrift unter französischer und gesamteuropäischer Beteiligung, 7 Jahre vor Ausbruch des Ersten Weltkriegs.

## Weitere Werke
- Poésies intimes, Paris 1870
- Grammaire limousine, in: Revue des langues romanes 2-10, 1871-1876; Marseille 1980
- Faculté des lettres de Montpellier. La Langue et la littérature provençales. Leçon d'ouverture prononcée le 7 janvier 1879, in: Revue des langues romanes 1879
- Les Biographies des troubadours en langue provençale, Toulouse 1885 (Histoire générale de Languedoc, Bd. 10), Genf/Marseille 1975
- (Hrsg.) Le roman d'Arles. Texte provençal, Paris 1889
- (Hrsg., vollendet von Joseph Anglade) Jehan de Nostredame. Les Vies des plus célèbres et anciens poètes provençaux, Paris 1913, Genf 1970
- Onomastique des troubadours. Liste des noms propres qui se rencontrent dans les poésies des troubadours, publiée d'après les papiers de Camille Chabaneau par Joseph Anglade, Montpellier 1916